# Амилленаризм
Амилленаризм или амиллениализм (от лат. mille — тысяча; префикс «а» — отрицание) — хиллегорическое учение, согласно которому тысячелетнего периода царствования праведников на Земле не будет. Под образом тысячелетия амилленаристы понимают либо временное блаженство душ умерших на небесах до всеобщего воскресения, либо бесконечное блаженство праведников после всеобщего воскресения.
Данное учение относится к христианской теологии конца времен (эсхатологии) и является вариантом интерпретации 20 главы Откровения Иоанна Богослова. Амилленаризм противопоставляется премилленаризму и, в меньшей степени, постмилленаризму.
Некоторым сторонникам этого учения не нравится термин «амилленаризм», поскольку он подчеркивает их различия с премилленаризмом, а не их убеждения о тысячелетии. Они полагают, что термин «амилленаризм» был придуман в уничижительном смысле теми, кто придерживается премилленаристских взглядов. Отдельные сторонники также предпочитают альтернативные названия, такие как «сейчас-милленаризм» (now-millennialism) или «реализованный милленаризм» (realized millennialism), впрочем, эти названия получили лишь ограниченное признание и использование.

## Разновидности
В амилленаризме можно выделить две основных разновидности: амилленаризм совершенного вида (его представители полагают, что Первое воскресение уже наступило) и амилленаризм несовершенного вида (его представители полагают, что Первое воскресение наступит совместно со Вторым). Общим признаком для всех разновидностей амилленаризма является отрицание осуществления Царства праведников на Земле до всеобщего воскресения.

### Амилленаризм совершенного вида
- Маркион (ок. 85 — 160) — вслед за Симоном Волхвом (I век) и Кердоном (I век — II век) учил о воскресении душ, отвергая воскресение тела [См. св. Ириней Лионский «Против ересей», I, 27; св. Епифаний Кипрский «Панарион». Против маркионитов, двадцать второй и сорок второй ереси].
- Ориген (ок. 185—254) — развил амилленаризм Маркиона, учил о царствовании святых на небесах, отвергал осуществление Царства праведников на Земле [«О началах», книга II, глава 11; «Против Цельса», книга II, 5]. Это учение затем поддержали Гай Римский (ум. ок. 217) [См. у Евсевия], св. Дионисий Александрийский (ум. 265) [См. у Евсевия], Евсевий Памфил Кесарийский (ок. 263—340) [«Церковная история», том III, глава 28; том VII, главы 24-25].
- Эммануил Сведенборг (1688—1772) — учил о царствовании святых на небесах, отрицал телесное воскресение [«Апокалипсис открытый», глава 20].
- «Толковая Библия, под редакцией А. П. Лопухина» (1904—1913) — под Первым воскресением понимается состояние душ праведников на небесах, которые царствуют, то есть «могут являться руководителями и помощниками подвизающихся на земле христиан и в этом находить для себя новый источник радости и блаженства» [Откровение, 20:4-5].
- Сикенбергер (XX век) — истолковывает Первое воскресение как вознесение на небо душ мучеников, считая тысячелетие «схематическим числом».
- Гиблин (XX век), Тадрос Малати (XX век) — понимают тысячелетие как жизнь святых на небесах.
- Даниил Сысоев, священник (1974—2009) — учил о Первом воскресении как о жизни и царствовании душ праведников на небесах [«Беседы на Апокалипсис», глава 20].

### Амилленаризм несовершенного вида
- Керинф (I век — II век) — полагал, что Иисус Христос «доселе ещё не воскрешен, воскреснет же, когда будет общее воскресение мертвых» [См. св. Епифаний Кипрский «Панарион», Против керинтиан, или меринтиан, восьмой и двадцать восьмой ереси, § 6], то есть фактически отрицал Первое воскресение. Впрочем, Керинф утверждал также и несколько иное: «страдал и снова воскрешен Иисус, а снисшедший на Него свыше Христос вознесся не страдав, и снисшедшее в виде голубя есть Христос, а Иисус — не Христос» [Там же, § 1; св. Ириней Лионский «Против ересей», книга I, глава 26].
- Св. Ефрем Сирин (ок. 306—373) — считал, что Первое воскресение произойдет одновременно со Вторым, которые есть «одно», а тысячелетием обозначена «необъятность вечной жизни» [«Слово 96. О покаянии»].
- Бл. Феодорит Кирский (386—457) — по взгляду на тысячелетие был близок к воззрениям св. Ефрема Сирина [«Сокращенное изложение Божественных догматов», глава 21].
- Крафт (XX век) — обозначает Первое воскресение как воскресение мучеников, а Второе воскресение считает судом над умершими, то есть отрицает тысячелетие[7].

## Современное состояние
Амилленаризм распространен как в Православной Церкви, так и у Римо-католиков, среди тех, кто считает, что премилленаризму «нельзя безопасно обучать». Также амилленаризм можно обнаружить в среде лютеран, реформатов, англикан, методистов и мессианских евреев. Амилленаризм представляет собой историческое учение амишей, меннонитов старого порядка и консервативных меннонитов (хотя среди более современных групп более распространен премилленаризм). Амилленаризм популярен среди групп, возникших в результате американского Реставрационного движения XIX века, таких как Церкви Христа, Христианская церковь (Ученики Христа). Амилленаризм также имеет последователей среди баптистских конфессий, таких как Ассоциация баптистских церквей Благодати в Англии. Частичный претеризм иногда является компонентом амилленарной герменевтики. Амилленаризм пришёл в упадок в протестантских кругах с подъёмом постмилленаризма и возрождением премилленаризма в XVIII и XIX веках, но амилленаризм вновь приобрел значимость на Западе после Второй мировой войны.